# Lípa v Cerhovicích
Památná lípa malolistá (Tilia cordata) se nachází u protipožární nádrže v obci Cerhovice.
Památný strom byl vyhlášen 1. 1. 1987. Lípa je krásný strom s rozložitou korunou, zdravotní stav je dobrý.
- Stáří: více než 200 let (2002)
- Obvod: 280 cm (2002)
- Výška 18 m (2002)